# Atoomeconomie
Atoomeconomie of atoomefficiëntie is een van de twaalf uitgangspunten van de groene chemie. Het tweede uitgangspunt van de groene chemie luidt: "Syntheseroutes moeten zo ontworpen worden dat de maximale hoeveelheid van alle beginstoffen ingebouwd wordt in het uiteindelijke product (dit is het aantal nevenproducten minimaliseren)." In de chemie zelf wordt dit uitgangspunt de atoomeconomie genoemd. De atoomeconomie beschrijft hoeveel massa van de reactanten voorkomt in het eindproduct na een chemische reactie. In een ideale situatie komt de volledige massa van de reactanten voor in het eindproduct, eruit volgt dat de atoomeconomie maximaal is (100%).
De atoomeconomie van een bepaald product wordt meestal bekeken als er beoordeeld moet worden of dit product duurzaam ontwikkeld wordt.